# Elecciones municipales de Chile de 1941
En las elecciones municipales de abril de 1941, llevadas a cabo el 6 de abril, no hubo grandes sorpresas con respecto a las elecciones parlamentarias, efectuadas un mes antes.
Las primeras mayorías corresponden a los partidos Radical, Liberal y Conservador, en tanto la coalición gobernante Frente Popular no logra la mayoría absoluta, al presentarse uno de sus integrantes, el Partido Socialista, separadamente.

## Resultados
| #                                         | Pacto o partido        | Sigla                  | Votos   | %?      | Reg.?  | %?      |
| ----------------------------------------- | ---------------------- | ---------------------- | ------- | ------- | ------ | ------- |
| 1                                         | Frente Popular         |                        | 172 641 | 35,46 % | 530    | 36,08 % |
|                                           | Partido Radical        | PR                     | 104 328 | 21,43 % | 367    | 24,98 % |
| Partido Comunista                         | PCCh                   | 42 075                 | 8,64 %  | 91      | 6,19 % |         |
| Partido Democrático                       | PDo                    | 26 238                 | 5,39 %  | 72      | 4,90 % |         |
| 2                                         | Partido Conservador    | PCon                   | 79 906  | 16,41 % | 296    | 20,15 % |
| 3                                         | Partido Liberal        | PL                     | 93 368  | 19,18 % | 356    | 24,23 % |
| 4                                         | Partido Agrario        | PA                     | 5777    | 1,19 %  | 29     | 1,97 %  |
| 5                                         | Partido Demócrata      | PDa                    | 2870    | 0,59 %  | 4      | 0,27 %  |
| 6                                         | Partido Socialista     | PS                     | 70 432  | 14,46 % | 166    | 11,30 % |
|                                           | Otros                  |                        | 61 920  | 12,72 % | 88 (*) | 5,99 %  |
| Total de votos válidos                    | Total de votos válidos | Total de votos válidos | 486 914 | 100 %   |        |         |
| Fuente: Dirección del Registro Electoral. |                        |                        |         |         |        |         |

 (*) Incluyen 19 regidores de la Falange Nacional, 5 del Partido Regionalista de Magallanes, 2 de la Alianza Popular Libertadora, 50 independientes de derecha, 11 independientes de izquierda y un regidor de la Vanguardia Popular Socialista. 

## Alcaldías 1941-1944

### Listado de alcaldes electos
Listado de alcaldes elegidos en las principales ciudades del país.
| Municipio | Municipio    | Alcalde electo                                                  |
| --------- | ------------ | --------------------------------------------------------------- |
|           | Arica        | Claudio Castro Diabuno Partido Liberal                          |
|           | Iquique      | René Reyes Navarro Partido Comunista                            |
|           | Calama       | Ernesto Meza Jeria Partido Comunista                            |
|           | Antofagasta  | Hector Albornoz Véliz Partido Comunista                         |
|           | Copiapó      | Humberto Rivera Medina Partido Radical                          |
|           | Coquimbo     | Luis Balanda Camino Partido Radical                             |
|           | Providencia  | Alicia Cañas de Errázuriz Independiente pro-Partido Conservador |
|           | Rancagua     | Luis Nelson Cruz Partido Conservador                            |
|           | Talca        | Gilberto Fuenzalida Partido Conservador                         |
|           | Concepción   | Oscar Abraham Gacitúa Partido Comunista                         |
|           | Valdivia     | Jorge Bustos León Partido Democrático                           |
|           | Puerto Montt | José Yuraszeck Doggenweiler Partido Conservador                 |
|           | Punta Arenas | Carlos Turina Blazina Partido Regionalista de Magallanes        |

### Listado de alcaldes designados
De acuerdo al artículo 68 del Decreto Supremo N.º 1.472 del 24 de julio de 1941: "en las municipalidades de Santiago, Valparaíso y Viña del Mar, los alcaldes serán nombrados por el presidente de la República y durarán en sus funciones igual período de tiempo que corresponde a la municipalidad". Recién en 1992 se recuperó la tradición de elección popular.
| Municipio | Municipio    | Alcalde designado                      |
| --------- | ------------ | -------------------------------------- |
|           | Viña del Mar | Gastón Hamel de Sousa Partido Radical. |
|           | Valparaíso   | Abelardo Contreras                     |
|           | Santiago     | Jaime Vidal Oltra Partido Socialista.  |